# Affinity Designer
Affinity Designer — платний векторний графічний редактор для Apple macOS та Microsoft Windows від Serif Europe. Посів друге місце у списку «Краще за 2014 рік» від Apple Mac App Store та вмісту iTunes Store в категорії додатків macOS і виграв Apple Design Award 2015 року.
Призначений насамперед для створення векторних графічних ілюстрацій, іконок та логотипів, але також має певний інструментарій для створення макетів вебінтерфейсів та поліграфічної продукції.
Може відкривати популярні графічні формати, зокрема: Portable Document Format (PDF), Adobe Photoshop (PSD), та Adobe Illustrator (AI) файли, також експортувати ці формати Scalable Vector Graphics (SVG) та Encapsulated PostScript (EPS) formats.
Affinity Designer запустив версію для Microsoft Windows у листопаді 2016 року.

## Аналоги
- Adobe Illustrator
- Corel Draw
- Gravit Designer
- Inkscape
- Figma